# 6544-es mellékút (Magyarország)
A 6544-os számú mellékút egy bő tizenegy kilométer hosszú, négy számjegyű mellékút Baranya vármegyében; Pécsvárad számára biztosít közúti közlekedési kapcsolatokat keleti és nyugati irányban egyaránt.

## Nyomvonala
A 6-os főútból ágazik ki, annak 177+550-es kilométerszelvénye közelében, Pécsvárad közigazgatási területének keleti részén. Kiindulópontja valójában egy ötös csomópont: a 6-os főút itt majdnem pontosan észak-déli irányban húzódik, a 6544-es nyugat felé ágazik ki, kelet felől pedig ugyanitt csatlakozik a főútba az 5606-os út, Mohács-Somberek felől, közel 32,5 kilométer megtétele után, és gyakorlatilag ugyanott ér véget, délkeleti irányból érkezve az ugyancsak Mohácson induló, Geresdlak érintésével idáig vezető 5607-es út is, 27,2 kilométer után.
Az út szinte egyből Pécsvárad lakott területére érkezik, ahol Rákóczi Ferenc utca néven halad, 750 méter után kiágazik belőle dél felé a 65 363-as út Pécsvárad vasútállomásra, az első kilométere előtt pedig a 65 185-ös út torkollik bele: ez az 1 kilométer hosszú út a Szederkénytől a 6-os főútig húzódó 5608-as út folytatásaként vezet be Pécsvárad központjába. Nagyjából másfél kilométer után az út már a Pécsi út nevet veszi fel, és körülbelül 2,5 kilométer után elhagyja a lakott területeket. A 2,750-es kilométerszelvénye táján – ott délnyugat felé haladva – keresztezi a Pécs–Bátaszék-vasútvonalat, a 3+250-es kilométerszelvényénél pedig újabb elágazáshoz ér: ott az 5609-es út ágazik ki belőle dél-délkelet felé, Berkesd-Pereked érintésével Romonya és az 5611-es út irányába.
A 6+550-es kilométerszelvénye közelében  az út eléri Hosszúhetény délkeleti határszélét, ugyanott ágazik ki belőle dél-délkelet felé a 2 kilométer hosszú 56 119-es út, a zsákfalunak tekinthető Martonfa község központjába, észak felé pedig egy önkormányzati út az egykori Hosszúhetény megállóhely felé. Innen a határszélen halad, a 7+550-es kilométerszelvénynél újra keresztezi a vasutat, majd nem sokkal a nyolcadik kilométere után eléri Pécsvárad, Hosszúhetény és Pécs hármashatárát, illetve ugyanott keresztezi a 6541-es utat is, amely itt az 1+650-es kilométerszelvénye táján jár.
Innen már pécsi területen húzódik, délnyugati irányban. 8,5 kilométer után keresztezi a vasút egy Hosszúhetény felé leágazó iparvágányát, majd nemsokára Hird-Újtelep ipari területei közé ér, ahol a Szövőgyár utca nevet veszi fel. A 9. kilométer után az 56 121-es út ágazik ki belőle dél felé – ez vezet Hird központjába –, és 9,3 kilométer közelében, az egykori Vasas-Hird megállóhely mellett még egyszer keresztezi a vasutat.
A tizedik kilométere előtt kilép a városrész házai közül, és a 10+250-es kilométerszelvényénél egy újabb elágazáshoz ér: itt a (jelenlegi állapotában) mindössze 340 méter hosszú, ennek ellenére négy számjegyű országos közútként számozódó 6545-ös út torkollik bele a 6-os főúttól idáig húzódva. [A 6-ostól tovább dél felé ez az út Romonya községig folytatódik, a 6544-estől északi irányban pedig Kerékhegy külterületi városrész érintésével Vasas városrészig, de mindkét irányban önkormányzati útként.] Nem sokkal ezután, a 6-os főútba visszatorkollva ér véget, annak 189+200-as kilométerszelvényénél.
Teljes hossza, az országos közutak térképes nyilvántartását szolgáló kira.gov.hu adatbázisa szerint 11,181 kilométer.

## Települések az út mentén
- Pécsvárad
- (Hosszúhetény)
- Pécs-Hird

## Története
Vonalvezetése és a kapcsolódó úthálózat nyomvonal-rendszere alapján biztosra vehető, hogy a 6-os főút mai, településeket elkerülő itteni szakaszának forgalomba helyezését megelőzően – évtizedekkel ezelőtt – a főút részét képezte.